# Шулындино (Тюменская область)
Шулындино — деревня в Голышмановском городском округе Тюменской области. Население 251 (2010) человек.

## Общая физико-географическая характеристика
Улицы
Уличная сеть представлена тремя улицами: Гастелло, Дзержинского, Заречная.

## Население
| 2010 |
| ---- |
| 251  |